# Nederbördsöverskott
Nederbördsöverskott innebär att nederbörden är större än evapotranspirationen, vilket leder till en avrinning (med tillhörande växtnäringsläckage).
Sett över hela året, så råder det ett nederbördsöverskott i hela Sverige på ca 100-600 mm nederbörd . Under tiden maj till augusti råder det däremot ett kraftigt nederbördsunderskott med åtföljande bevattningsbehov.